# 孔泰奶酪

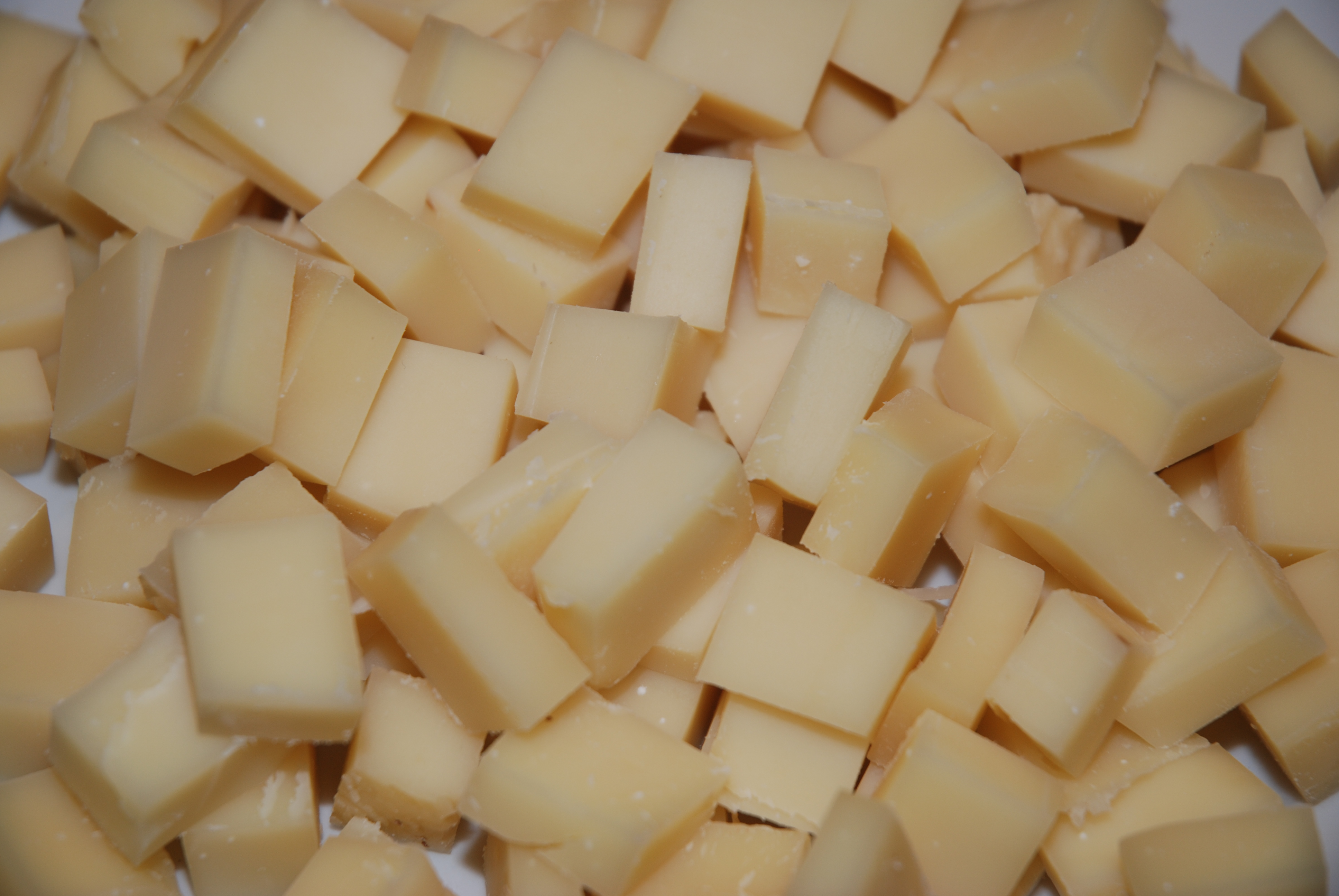
切粒孔泰乳酪

，又译考姆特芝士或孔緹乳酪，產自法國東北部孚日山脈及上薩瓦省之間的侏羅，是一種古老的法國芝士。孔泰乳酪一般都由小型乳品廠生產，甚少有機械化大規模生產。孔泰乳酪外形為大圓柱體，重40千克，有一層米色的薄外殼，芝士肉呈暗稻草色。這種芝士的味道會隨芝士的成熟度而有所不同。孔泰乳酪為法國AOC認證的乳酪裡面，產量最高的乳酪，每年約產64千噸。